# 威氏截蛏
威氏截蛏（学名：Solecurtus wilsoni），是帘蛤目毛蛏科毛蛏属的一种。主要分布于中国大陆，常栖息在潮下带。